# Zofia Wodniecka-Chlipalska
Zofia Wodniecka-Chlipalska – polska psycholog, dr hab. nauk społecznych, profesor uczelni Instytutu Psychologii Wydziału Filozoficznego Uniwersytetu Jagiellońskiego.

## Życiorys
W 1998 ukończyła studia psychologiczne na Uniwersytecie Jagiellońskim, 15 kwietnia 2004 obroniła pracę doktorską Poznawcze konsekwencje przetwarzania informacji w drugim języku: analiza procesów towarzyszących weryfikacji prostych wyrażeń arytmetycznych w pierwszym i drugim języku (Cognitive Consequences of Processing Information in a Second Language Analyses of Cognitive Processes Underlying Verification of Simple Arithmetic Expressions in First and Second Language), 18 maja 2017 habilitowała się na podstawie pracy zatytułowanej Dwujęzyczność - mechanizmy i konsekwencje poznawcze.
Jest członkiem Rady Dyscypliny Naukowej - Psychologii Uniwersytetu Jagiellońskiego, oraz I Wydziału Komisji Psychologii (Komisje Naukowe)  Oddziału Polskiej Akademii Nauk w Krakowie.
Awansowała na stanowisko profesora uczelni w Instytucie Psychologii na Wydziale Filozoficznym Uniwersytetu Jagiellońskiego.